# Jaseněvo (stanice metra v Moskvě)
Jaseněvo (rusky Ясенево) je stanice moskevského metra na Kalužsko-Rižské lince. Svůj název nese po stejnojmenném rajónu.

## Charakter stanice
Jaseněvo je podzemní, hloubená stanice, založená 8 m hluboko pod úrovní povrchu. Je konstruována jako ostatní podobného typu, avšak její architektonické ztvárnění je velmi odlišné – inspirováno bylo historicky nejstaršími stanicemi. Osvětlení zajišťují zavěšené lampy, sloupy jsou kruhového půdorysu, obložené mramorem. Stěny za kolejištěm pak tvoří plasticky tvarované obklady v béžové barvě.
Stanici zprovoznil dopravce 17. ledna 1990 jako součást zatím posledního úseku linky mezi stanicemi Ťoplyj Stan a Novojasenevskaja (tehdy Bitcevskij park).